# Chiesa di San Gelasio I papa
La Chiesa parrocchiale di San Gelasio I papa è una chiesa di Roma, nel quartiere Ponte Mammolo, in via Fermo Corni, 1.
Essa fu costruita agli inizi degli anni novanta ed inaugurata dal cardinale Camillo Ruini, con la solenne consacrazione, il 15 novembre 1992, intitolata a San Gelasio I, 49º Vescovo di Roma e Pontefice della Chiesa Cattolica.
La chiesa è sede parrocchiale, istituita il 19 maggio 1972 con il decreto del cardinale vicario Angelo Dell'Acqua Quotidianis curis, è affidata a don Domenico Romeo sacerdote diocesano della Diocesi di Roma dal 01 settembre 2018.
L'area territoriale parrocchiale comprende parte del quartiere di Ponte Mammolo e parte di quello di Rebibbia. Sono presenti nel territorio parrocchiale due edifici adibiti al culto:
- Chiesa Parrocchiale di San Gelasio I Papa;
- Chiesetta di Rebibbia.
È stata visitata da papa Francesco il 25 febbraio 2018.